# Thelesperma
Thelesperma es un género de plantas fanerógamas perteneciente a la familia de las asteráceas. Comprende 30 especies descritas y solo 13 aceptadas.

## Taxonomía
El género fue descrito por Christian Friedrich Lessing y publicado en Linnaea 6(3): 511–513. 1831. La especie tipo es: Thelesperma scabiosoides Less.

## Especies aceptadas
A continuación se brinda un listado de las especies del género Thelesperma aceptadas hasta junio de 2012, ordenadas alfabéticamente. Para cada una se indica el nombre binomial seguido del autor, abreviado según las convenciones y usos.
- Thelesperma burridgeanum S.F.Blake
- Thelesperma filifolium (Hook.) A.Gray
- Thelesperma flavodiscum (Shinners) B.L.Turner
- Thelesperma graminiformis (Sherff) Melchert
- Thelesperma longipes A.Gray
- Thelesperma megapotamicum (Spreng.) Kuntze
- Thelesperma muelleri (Sherff) Melchert
- Thelesperma nuecense B.L.Turner
- Thelesperma scabridulum S.F.Blake
- Thelesperma simplicifolium (A.Gray) A.Gray
- Thelesperma subaequale S.F.Blake
- Thelesperma subnudum A.Gray
- Thelesperma subsimplicifolium A.Gray